# Nick Mancuso
Pour les articles homonymes, voir Mancuso.
Nick Mancuso est un acteur canadien, né le 29 mai 1948 à Mammola (Italie).

## Filmographie

### Cinéma
- 1974 : Black Christmas : The Prowler / Phone Voice
- 1976 : A Sweeter Song : Manuel
- 1979 : Morsures (Nightwing) d'Arthur Hiller : Youngman Duran
- 1980 : Le Bateau de la mort (Death Ship) : Nick
- 1981 : Ticket to Heaven : David
- 1982 : La Fièvre de l'or (Mother Lode) : Jean Dupre
- 1983 : Maria Chapdelaine : François Paradis
- 1983 : Tell Me That You Love Me : Dan
- 1984 : Atout Cœur (Heartbreakers) : Eli
- 1984 : Blame It on the Night : Chris Dalton
- 1984 : Paroles et musique : Peter
- 1985 : Death of an Angel : Father Angel
- 1985 : Night Magic : Michael
- 1991 : Lena's Holiday : Flynn
- 1991 : Milena : Jaromir
- 1992 : Rapid Fire : Antonio Serrano
- 1992 : Piège en haute mer (Under Siege) : Tom Breaker
- 1994 : Vitrine sur meurtre (Flinch) : Miles Raymond
- 1994 : Six balles pour un tueur (Suspicious Agenda) : Jimmy Davane
- 1995 : The Takeover (vidéo) : Anthony Vilachi
- 1995 : Arbalète et Rock'n roll (A Young Connecticut Yankee in King Arthur's Court) : King Arthur
- 1995 : Piège à grande vitesse (Under Siege 2: Dark Territory) : Tom Breaker
- 1996 : Marquis de Sade : Marquis de Sade
- 1996 : A Tangled Web : policier Matt Harding (inspiré d'une histoire vraie)
- 1997 : Against the Law : Det. John Shepard
- 1997 : Question de confiance (en) (Matter of Trust) de Joey Travolta : Peter Marsh
- 1997 : Piégée (en) (Laws of Deception) : Det. Sgt. Lou Mather
- 1997 : The Ex : David Kenyon
- 1997 : Invasion Alien (en) (The Invader) de Mark Rosman : Willard
- 1998 : Harlequin's Loving Evangeline : Robert Cannon
- 1998 : Jeu d'espionne (Provocateur) : Toynbey Bates
- 1998 : L'Enfant du mal (Misbegotten) : Paul Bourke
- 1998 : Past Perfect : Stone
- 1998 : Captured (vidéo) : Holden Downs
- 1999 : Revelation : Franco Macalousso
- 1999 : Question of Privilege : Steven Healy
- 2000 : Tribulation : Franco Macalousso
- 2000 : Jack of Hearts : Roy Murcant
- 2001 : Judgment : Franco Macalousso
- 2001 : The Secret Pact : Dominic Patton
- 2002 : Time of Fear : Jack Barone
- 2004 : The Messiah: Prophecy Fulfilled (vidéo) : Yehudah
- 2005 : Dreaming on Christmas : Sid
- 2005 : Double Riposte (Today You Die) : Agent Saunders
- 2005 : In the Mix : Salvatore

### Télévision
- 1974 : Red Emma (TV)
- 1978 : Dr. Scorpion (TV) : John Shackelford
- 1979 : The House on Garibaldi Street (TV) : Ari
- 1980 : Scrupules (Scruples) (feuilleton TV) : Vito Orsini
- 1982 : The Legend of Walks Far Woman (TV) : Horses Ghost
- 1983 : Feel the Heat (série télévisée) : Andy Thorn
- 1983 : Desperate Intruder (TV) : Mike
- 1985 : Stingray (TV) : Ray
- 1985 : Embassy (TV) : Harry Brackett
- 1986 : Half a Lifetime (TV) : Toby
- 1987 : The King of Love (TV)
- 1990 : Last Train Home (TV) : Sam Steele
- 1990 : Frontière du crime (Double Identity) (TV) : Paul Flemming
- 1990 : Liaison brûlante (Burning Bridges) (TV) : Peter Hollinger
- 1991 : Fatal Exposure (TV) : Carl Stone
- 1991 : Mensonges d'amour (Lies Before Kisses) (TV) : Sonny
- 1991 : Vendetta: Secrets of a Mafia Bride (TV) : Danny LaManna
- 1992 : Striptease infernal (Somebody's Daughter) (TV) : Noah Canaan
- 1993 : Matrix (Matrix) (série télévisée) : Steven Matrix
- 1993 : Wild Palms (feuilleton TV) : Tully Woiwode
- 1993 : Souvenir du Viêt-nam (Message from Nam) (TV) : Capt. Bill Quinn
- 1994 : Les Liens de l'amour (For the Love of Aaron) (TV) : Stuart Singer
- 1995 : Young Ivanhoe (TV) : De Bourget
- 1996 : Twists of Terror (TV) : Crenshaw
- 1996 : Sealed with a Kiss (TV) : Barry Kuda
- 1996 : Les Amants de rivière rouge (feuilleton TV) : O'Connor
- 1996 : Alliance interdite (Once You Meet a Stranger) (TV)
- 1996 : Double séduction (Vows of Deception) (TV) : Matt Harding
- 1997 : Mary Higgins Clark : Ce que vivent les roses (Let Me Call You Sweetheart) (TV) :  Bob Kinellen
- 1998 : La Maison-Blanche ne répond plus (Loyal Opposition: Terror in the White House) (TV) : Général Metzger
- 1998 : Programmés pour tuer (Perfect Assassins) (TV) : Samuel Greely
- 1999 : Total Recall 2070 (TV) : Richard Collector
- 2000 : Call of the Wild (en) (série télévisée) : John Thornton
- 2001 : La Mort en blanc (Avalanche Alley) (TV) : Scott
- 2002 : Dancing at the Harvest Moon (en) (TV)
- 2003 : Piège en forêt (Firefight) (TV) : George
- 2003 : Lightning: Bolts of Destruction (TV) : General Fields
- 2004 : Un rêve à l'épreuve (Brave New Girl) (TV) : Ditz's Father
- 2004 : Lives of the Saints (TV) : Mario Innocente
- 2005 : Betting On Love (TV) : Arnie Tannenbaum
- 2006 : Night of Terror (TV) : Richard Grant
- 2009 : La Fureur des gargouilles (Rise of the Gargoyles) (TV) : Père Gable